# Bataille des Pescadores
La bataille des Pescadores est livrée le 16 juillet 1683. Elle oppose pendant plusieurs jours la flotte chinoise de l'empire Qing, commandée par l'amiral Shi Lang, qui perd un œil dans les combats, à celle du royaume taïwanais de Tungning, menée par Liu Guoxuan, qui est sévèrement battue. La bataille scelle le destin du royaume de Tungning, dont le roi Zheng Keshuang, partisan de la Chine des Ming, capitule tandis que l'île de Taïwan passe sous la souveraineté de la dynastie Qing jusqu'à sa conquête par les Japonais en 1895.

## Sources
- (en) Jonathan Clements, Pirate king : Coxinga and the fall of the Ming dynasty, Phoenix Mill, Gloucestershire, Sutton, 2004, 256 p. (ISBN 978-0-750-93270-7).